# استئوتوم

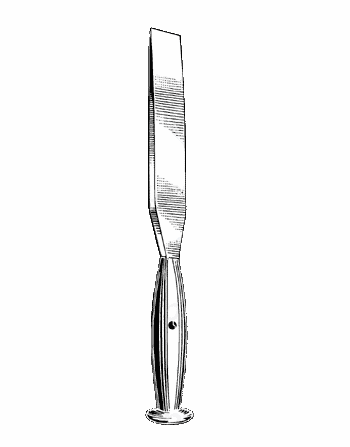
استئوتوم؛ نام علمی:Smith Petersen

استئوتوم یا تیغه برش استخوان (به انگلیسی: Osteotome) ابزاری جهت تراش استخوان و زائده‌های استخوانی و در اعمال جراحی‌ارتوپدی می‌باشد. استئوتوم یا تیغه برش استخوان، ابزاری است که در جراحی‌های ارتوپدی برای تراشیدن استخوان و زائده‌های استخوانی به کار می‌رود. این ابزار دارای یک انتهای تیز است که برای تراشیدن استخوان مورد استفاده قرار می‌گیرد. همچنین می‌توان از آن برای ایجاد خط برش در استخوان استفاده کرد. از استئوتوم در جراحی‌های ایمپلنت نیز استفاده می‌شود.